# Cerradura inteligente

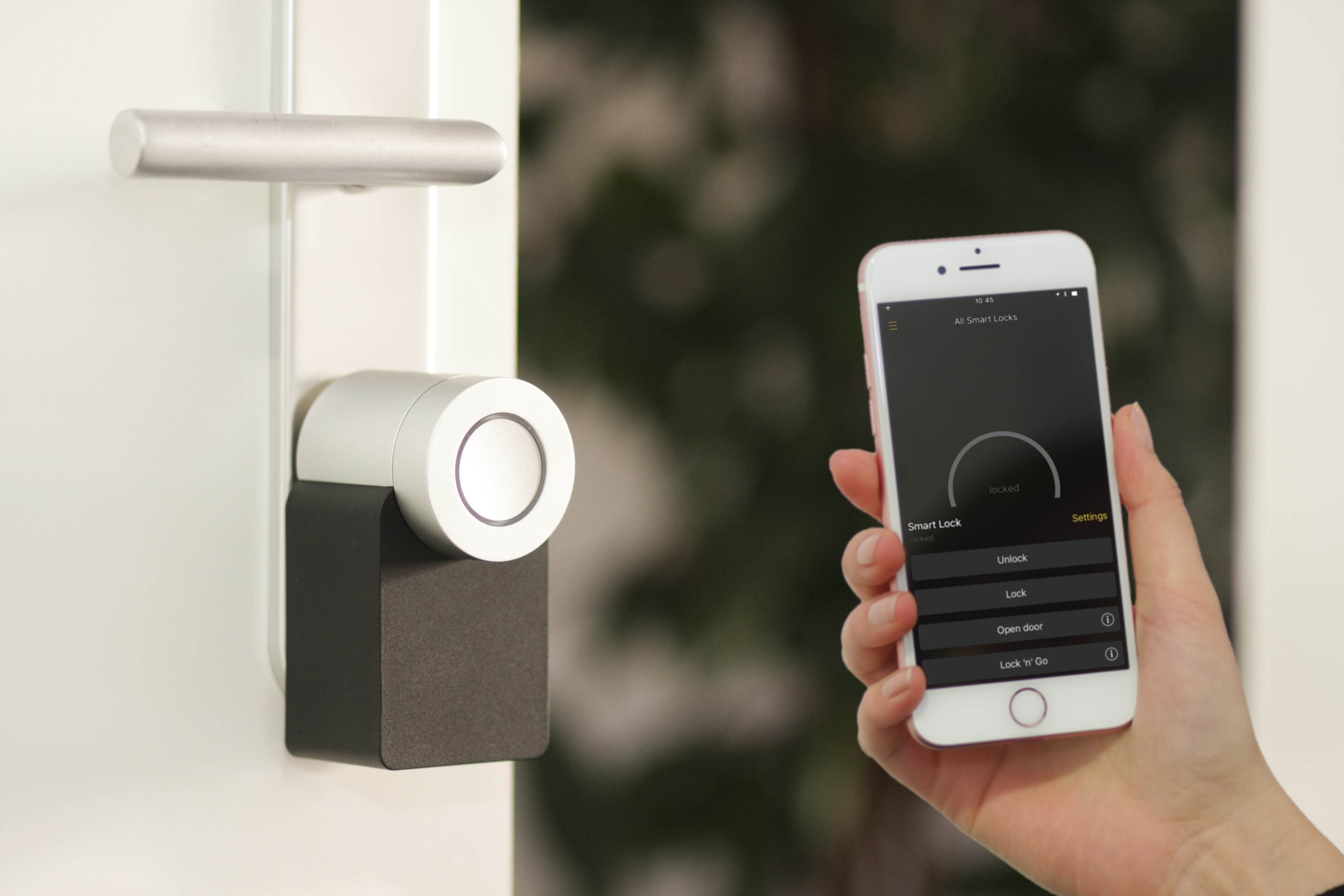
Cerradura inteligente que se abre con un teléfono inteligente

Una cerradura inteligente (del inglés Smart Lock) es una cerradura electrónica que se activa o desactiva mediante entradas realizadas por un dispositivo autorizado. Estas entradas se realizan por medio de un protocolo de transmisión inalámbrico y una clave criptográfica. A diferencia de las cerraduras inalámbricas comunes, la cerradura inteligente también controla todos los accesos y puede establecer acciones automáticas, como por ejemplo enviar notificaciones sobre problemas a otros dispositivos.
La cerradura inteligente está generalmente asociada con la domótica y la internet de las cosas.

## Función
JEFFERSON A diferencia de las cerraduras comunes, las inteligentes se componen de una cerradura y una llave pero esta última no tiene porqué ser física. El sistema de cierre en sí no es muy distinto de las cerraduras comunes con perno y pestillo que impiden que una puerta se abra. Hay incluso algunos fabricantes que continúan utilizando las cerraduras anteriores. En este caso, la cerradura inteligente es esencialmente una extensión que hace girar la cerradura por medio de la llave inteligente (“Smart Key”) si el usuario lo desea y de este modo abre la puerta.
A diferencia de las cerraduras tradicionales, la llave no es física, sino que consiste únicamente en un código digital. Este debe ser transmitido a la cerradura inteligente desde un dispositivo autorizado mediante una interfaz inalámbrica para poder desbloquearla. Los dispositivos que pueden utilizarse son, por un lado, los teléfonos inteligentes que tengan instalada la aplicación correspondiente, mientras que por otro, la mayoría de las cerraduras inteligentes también reconocen determinados llaveros (“Key Fobs”) que transmiten el código correspondiente a la cerradura. Otras cerraduras inteligentes permiten abrir las puertas mediante llamadas perdidas de teléfonos autorizados o incluso algunos llevan al límite la seguridad física eliminando completamente la cerradura exterior y dejando una puerta ciega.
Muchas cerraduras inteligentes no requieren que el teléfono inteligente se encuentre cerca, ya que la transmisión puede efectuarse a través de internet. De este modo, también se puede bloquear la cerradura estando lejos de casa o dar acceso a invitados.
El código con cuyo dispositivo se abre la cerradura inteligente es único, para que la cerradura inteligente pueda identificar el dispositivo de manera inequívoca. De esta manera es posible, por un lado, hacer un seguimiento en cualquier momento de quién utilizó la cerradura inteligente y cuándo. Por otro lado también se puede habilitar su uso a ciertos dispositivos por un tiempo determinado.

## Estándares de transmisión

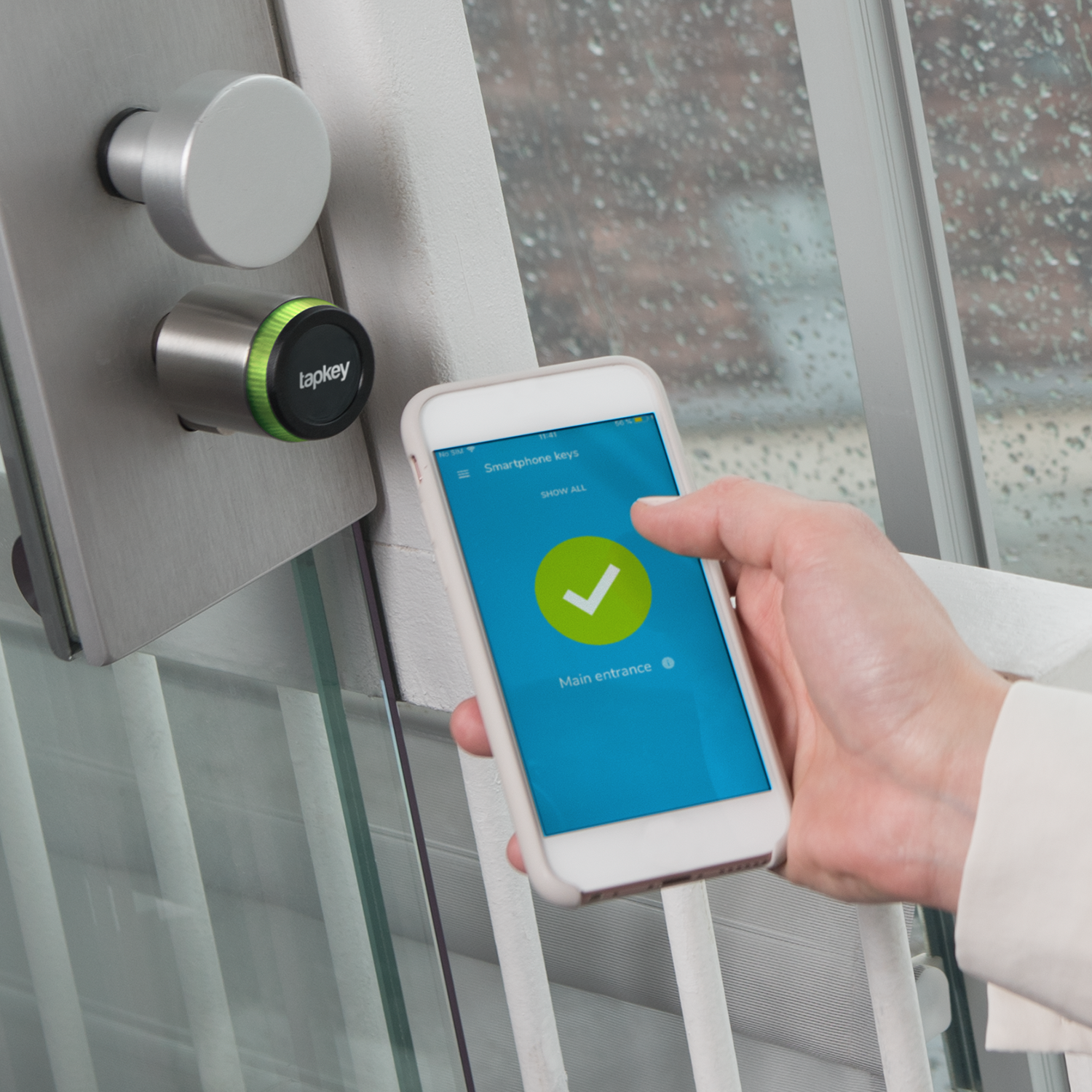
Persona desbloqueando una cerradura inteligente usando Bluetooth.

### Bluetooth
La gran ventaja del Bluetooth como medio de transmisión para cerraduras inteligentes es el bajo consumo de energía. Dado que en la mayoría de los casos las cerraduras inteligentes funcionan a batería, el nivel de consumo de energía es alto. Para abrir es necesario que el dispositivo esté emparejado con la cerradura inteligente. Esto solo será posible con dispositivos que tengan autorización del administrador. No obstante, el uso del Bluetooth permite el desbloqueo únicamente a corta distancia, de modo que el desbloqueo mediante internet no es directamente posible.

### Z-Wave
Z-Wave es un medio de transmisión desarrollado especialmente para la domótica que se utiliza para comunicar diferentes dispositivos entre sí. Esto supone ciertas ventajas para las instalaciones de Smart Homes más amplias. Sin embargo, la gran desventaja es que los teléfonos inteligentes, p. ej., no pueden comunicarse directamente si no es a través de otro medio con un hub que transfiera la señal a la cerradura vía Z-Wave. Dado que los dispositivos con Z-Wave pueden transferir señales entre sí, en caso de haber varios dispositivos en el hogar el alcance puede ser significativamente mayor que mediante el uso de Bluetooth.

### WiFi
Las cerraduras inteligentes que se conectan directamente con un rúter Wi-Fi no son comunes y aún menos comunes los que generan ellos mismos su propia red Wi-Fi. No obstante, para que los Smart Locks puedan ser manejados desde una distancia que exceda el alcance del Bluetooth o Z-Wave, se utilizan hubs que conectan la cerradura inteligente con la red Wi-Fi y por consiguiente permiten la conexión a internet. Otra ventaja, además del manejo a través de internet, es que las cerraduras inteligentes también pueden ser operados con soporte de Wi-Fi mediante smart assistants como Google Home, Amazon Echo o Siri. Algunos ejemplos típicos son los modelos August Connect (Z-Wave), Nuki Bridge (Bluetooth), Raixer Intercom (WiFi) y SmArtLock(AP-WiFI). En cuanto a experiencia de usuario hay que decir que los modelos con posibilidad de conexión a internet son los más interesantes pero si hablamos de seguridad hay que tener mucho cuidado con la configuración de los routers ya que estamos expuestos a ciberataques desde cualquier parte del mundo. Es por ello que se recomienda que la propia cerradura inteligente sea la que se conecte a internet ya que los fabricantes habrán tenido en cuenta esa posibilidad a la hora del diseño de la seguridad. Hoy en día los routers de la mayoría de las casas que regalan las compañías telefónicas tienen las opciones bastantes limitadas y son difíciles de proteger contra los ataques.

### NFC
En la actualidad (primavera 2018), las cerraduras inteligentes que utilizan NFC para realizar transmisiones no están disponibles en el mercado, aunque están siendo desarrollados. La ventaja es que las cerraduras inteligentes en sí ya no necesitarán ningún suministro de energía, sino que podrán funcionar con la energía por inducción del teléfono inteligente. En este caso, el teléfono inteligente escanea la etiqueta RFID incluida en la cerradura inteligente. De esta manera la cerradura inteligente con NFC funciona exactamente a la inversa de las demás variantes, en las cuales la cerradura funciona como lector en lugar del teléfono inteligente.

## Seguridad
En principio, excepto alguna excepción que si centra sus esfuerzos en mejorar este aspecto, las cerraduras inteligentes no hacen de las cerraduras básicas opciones más o menos seguras, ni hacen que las puertas puedan ser manipuladas o forzadas con mayor o menor facilidad. Pese a ello, las cerraduras inteligentes ofrecen ciertas ventajas en materia de seguridad. Casi todos los modelos actuales pueden registrar con qué dispositivo y cuándo fue abierta la cerradura. Además, en caso de pérdida o robo, puede invalidarse la “llave” (el teléfono) de la cerradura inteligente, lo cual no es posible con las llaves mecánicas.
Existen dudas acerca de casi todos los dispositivos Smart Home en cuanto a la seguridad informática y posibles ataques de hackers. Los expertos de seguridad lograron eludirlos en la mayoría de las cerraduras inteligentes en el mercado americano. Durante una prueba en Estados Unidos a finales de 2016, solo 4 de 16 modelos resistieron los ataques. Mientras que en algunos modelos económicos incluso se pudo leer contraseñas, otros modelos requirieron de mucha más habilidad.
Por otra parte, una prueba realizada por el instituto independiente de seguridad informática AV-Test certificó en el año 2017 que la mayoría de las cerraduras inteligentes de uso generalizado en zonas de habla alemana poseen una seguridad que va de buena a excelente. Solo el modelo austríaco Nuki obtuvo una valoración excelente en todas las áreas evaluadas, pero en un total de 5 de 6 modelos probados existiría como mucho una vulnerabilidad teórica, según el instituto.
De todas maneras la seguridad informática está cada vez más cuidada y las nuevas cerraduras inteligentes que están saliendo al mercado, cada vez la cuidan más, siendo lo más aconsejable, al igual que en alarmas, contratar una cerradura que incluya una pequeña cuota pero que incluya en esta unos servicios que la hagan más segura y cómoda, mejorando así la experiencia y tranquilidad del usuario.